# Afrikaanse kampioenschappen wielrennen 2018 – Individuele tijdrit mannen elite
De veertiende editie van de individuele tijdrit voor mannen elite op de Afrikaanse kampioenschappen wielrennen werd gehouden op 15 februari 2018. De deelnemers moesten een parcours van 40 kilometer in en rond Kigali afleggen. De Eritreeër Mekseb Debesay volgde zijn landgenoot Meron Teshome op als winnaar.

## Uitslag
| Plaats | Naam                   | Tijd     |
| ------ | ---------------------- | -------- |
| Goud   | Mekseb Debesay         | 53'25"   |
| Zilver | Jean Bosco Nsengimana  | + 51"    |
| Brons  | Joseph Areruya         | + 54"    |
| 4      | Redwan Ebrahim         | + 2'15"  |
| 5      | Drikus Coetzee         | + 2'34"  |
| 6      | Eddie van Heerden      | + 2'45"  |
| 7      | Azzedine Lagab         | + 2'55"  |
| 8      | Saymon Musie           | + 3'02"  |
| 9      | El Mehdi Chokri        | + 3'21"  |
| 10     | Gustav Basson          | + 4'14"  |
| 11     | Temesgen Buru          | + 4'52"  |
| 12     | Alexandre Mayer        | + 5'13"  |
| 13     | Grégory Rougier-Lagane | + 5'41"  |
| 14     | Mohcine El Kouraji     | + 5'46"  |
| 15     | Abdoul Aziz Nikiéma    | + 6'14"  |
| 16     | Hamza Mansouri         | + 6'40"  |
| 17     | Richard Laizer         | + 7'01"  |
| 18     | Abdul Razak            | + 9'51"  |
| 19     | Ryan Ellis             | + 10'01" |
| 20     | Anthony Boakye         | + 10'28" |